# Paul Drux
Paul Drux (* 7. Februar 1995 in Gummersbach) ist ein ehemaliger deutscher Handballspieler.

## Karriere

### Verein
Paul Drux begann 2000 beim SSV Marienheide mit dem Handball, ab 2007 spielte er beim VfL Gummersbach, bevor er 2011 zu den Füchsen Berlin wechselte. Mit der A-Jugendmannschaft der Berliner gewann er 2012, 2013 und 2014 die A-Jugend-Meisterschaft. In der Saison 2012/13 gab der 1,92 Meter große und 105 kg schwere Rückraumspieler sein Debüt in der Profimannschaft der Füchse, er hatte sechs Einsätze in der Handball-Bundesliga sowie drei in der EHF Champions League. Mit den Füchsen gewann er 2014 den DHB-Pokal, 2015 und 2018 den EHF-Pokal sowie die EHF European League 2022/23. Aufgrund einer wiederkehrenden schweren Knieverletzung beendete Paul Drux am 2. Oktober 2024 seine Profikarriere.

### Nationalmannschaft
Drux gehörte zum Kader der deutschen Jugendnationalmannschaft, für die er in 31 Länderspielen 87 Tore erzielte (Stand: 25. September 2013). Mit der Nationalmannschaft gewann er die U-18-Europameisterschaft 2012 und holte bei der U-19-Weltmeisterschaft 2013 die Bronzemedaille. Am 20. September 2014 debütierte er in der Männer-Nationalmannschaft in Göppingen im Testspiel gegen die Schweiz.
2015 gehörte er zum Kader bei der Weltmeisterschaft in Katar. Bei den Olympischen Spielen 2016 in Rio de Janeiro gewann er mit dem deutschen Team die Bronzemedaille. Dafür erhielt er am 1. November 2016 von Bundespräsident Gauck das Silberne Lorbeerblatt. Zur Europameisterschaft 2018 wurde er von Bundestrainer Christian Prokop in den 20er-Kader berufen, der die Vorbereitung bestritt. Am 7. Januar wurde er in den endgültigen 16er-Kader berufen und nahm damit an der EM 2018 teil. Im Hauptrundenspiel gegen Dänemark verletzte er sich am Meniskus und reiste einen Tag später zurück nach Berlin, um sich einer Operation zu unterziehen. Bei der Handball-Weltmeisterschaft 2019 in Deutschland und Dänemark wurde er mit dem DHB-Team vierter. Das Spiel um Platz drei verlor man gegen die Franzosen 25:26. Während des Turniers erzielte er 21 Tore. Mit der deutschen Auswahl nahm er an den Olympischen Spielen in Tokio teil. Für die Europameisterschaft 2022 wurde Drux vor dem dritten Spieltag nachnominiert.
Bei der Weltmeisterschaft 2023 erreichte er mit der deutschen Nationalmannschaft den 5. Platz.

### Privates
Drux besuchte mit 16 Jahren die Sportschule in Berlin. Dort lernte er auch seine spätere Frau Linda kennen, die er 2020 heiratete. Sie haben am 26. Oktober 2022 eine gemeinsame Tochter bekommen. Drux absolvierte ein Online-Studium der Wirtschaftsinformatik an der Berliner Hochschule für Technik. 2018 gründete er ein Unternehmen, das Streetwear für Sportler vertreibt.

## Bundesligabilanz
| Saison    | Verein        | Spielklasse | Spiele | Tore | 7-Meter | Feldtore |
| --------- | ------------- | ----------- | ------ | ---- | ------- | -------- |
| 2012/13   | Füchse Berlin | Bundesliga  | 7      | 3    | 0       | 3        |
| 2013/14   | Füchse Berlin | Bundesliga  | 5      | 13   | 0       | 13       |
| 2014/15   | Füchse Berlin | Bundesliga  | 36     | 89   | 0       | 89       |
| 2015/16   | Füchse Berlin | Bundesliga  | 13     | 12   | 0       | 12       |
| 2016/17   | Füchse Berlin | Bundesliga  | 33     | 73   | 0       | 73       |
| 2017/18   | Füchse Berlin | Bundesliga  | 23     | 56   | 0       | 56       |
| 2018/19   | Füchse Berlin | Bundesliga  | 25     | 95   | 0       | 95       |
| 2019/20   | Füchse Berlin | Bundesliga  | 23     | 87   | 0       | 87       |
| 2020/21   | Füchse Berlin | Bundesliga  | 32     | 72   | 0       | 72       |
| 2021/22   | Füchse Berlin | Bundesliga  | 29     | 53   | 0       | 53       |
| 2022/23   | Füchse Berlin | Bundesliga  | 26     | 67   | 0       | 67       |
| 2023/24   | Füchse Berlin | Bundesliga  | 17     | 8    | 0       | 8        |
| 2024/25   | Füchse Berlin | Bundesliga  | 3      | 0    | 0       | 0        |
| 2012–2024 | gesamt        | Bundesliga  | 272    | 628  | 0       | 628      |

Quelle: Spielerprofil bei der Handball-Bundesliga

## Erfolge
- 2012 – U18-Europameister und Deutscher Meister A-Jugend
- 2013 – Dritter U19-WM, Deutscher A-Jugend-Meister
- 2014 – U20-Europameister, DHB-Pokalsieger, Deutscher A-Jugend-Meister
- 2015 – 7. Platz WM, EHF-Cup-Sieger
- 2016 – Olympiabronze, Vereinsweltmeister
- 2017 – 9. Platz WM
- 2018 – EHF-Cup-Sieger und 9. Platz EM
- 2019 – 4. Platz bei der Weltmeisterschaft 2019
- 2020 – 5. Platz EM
- 2023 – EHF-European-League-Sieger